# Benedikt Mayr (Sänger)
Benedikt Mayr (21. September 1835 in Kempten – 5. Dezember 1902 in Darmstadt) war ein deutscher Opernsänger (Tenor) und Opernregisseur.

## Leben
Mayr absolvierte das Lehrerseminar in Laningen, erhielt dann seine gesangliche Ausbildung am Konservatorium in München und später durch Pauline Viardot-Garcia in London.
Seine Bühnenlaufbahn begann er 1859 in Regensburg, danach war er in Braunschweig, Breslau, Bremen und Riga engagiert und wurde 1868 für das Hoftheater in Darmstadt verpflichtet, wo er bis 1889 als Heldentenor wirkte. Weitere Rollen waren Rienzi, Jean de Leyde, Masaniello, die Titelrollen in Fernand Cortez, Tannhäuser, Lohengrin etc. Mayr wirkte auch als Regisseur am Darmstädter Hoftheater.
Verheiratet war er mit seiner Kollegin Antonie Mayr-Olbrich (1842–1912).